# Classe RO-100
La classe RO-100 era una classe di sommergibili costieri della Marina imperiale giapponese, composta da 18 esemplari entrati in servizio tra il 1943 e il 1944; la designazione ufficiale giapponese per queste unità era "Sommergibile di piccola taglia" (小型潜水艦?, Ko-gata sensuikan) o "Minisommergibile" (潜小型潜水艦?, Sen-Shō-gata sensuikan).
Intensamente impiegati nel corso della seconda guerra mondiale, le loro caratteristiche li rendevano più idonei alle missioni difensive in acque costiere che per azioni contro convoglio o navi da guerra in alto mare e di conseguenza i battelli di questa classe fecero registrare scarsi successi: il RO-103 affondò in un'azione al largo della Nuova Caledonia il 23 giugno 1943 le navi da trasporto statunitensi Deimos e Aludra, il RO-108 affondò il cacciatorpediniere USS Henley il 3 ottobre 1943 davanti a Finschhafen e il RO-111 silurò il mercantile britannico RMS Peshawar il 23 dicembre 1943. Tutte e 18 le unità della classe andarono perdute in azioni di combattimento prima della fine del conflitto.

## Caratteristiche
La progettazione della classe ebbe inizio nel 1940: il requisito della Marina giapponese prevedeva la realizzazione di un piccolo battello per la difesa a punto fisso delle acque costiere nipponiche, in modo da liberare i più prestanti battelli oceanici per le azioni in alto mare con la flotta principale. I RO-100 erano una versione derivata dai precedenti battelli classe RO-35, l'ultima variante della numerosa serie Tipo Kaichū di sommergibili di media stazza in costruzione fin dal 1917 in più sottoclassi distinte: il dislocamento dei RO-100 era di 611 tonnellate in superficie e di 795 tonnellate in immersione, mentre lo scafo misurava 60,9 metri in lunghezza e 6 metri in larghezza per un pescaggio di 3,51 metri. I RO-100 avevano un doppio scafo che consentiva di raggiungere una profondità operativa massima di 75 metri.
Per la navigazione in superficie i battelli impiegavano due motori diesel da 500 hp, ciascuno azionante un albero di trasmissione, mentre in immersione erano spinti da un motore elettrico da 380 hp; la velocità massima era di 14,2 nodi in superficie e 8 nodi in immersione. L'autonomia era di 3.500 miglia nautiche alla velocità di 12 nodi in superficie, mentre quella in immersione era di 60 miglia alla velocità di 3 nodi.
L'armamento principale dei RO-100 era costituito da quattro tubi lanciasiluri da 533 mm fissi internamente a prua, con un totale di otto siluri imbarcati a bordo; per la difesa antiaerea in superficie i battelli erano dotati di due impianti singoli di cannoni da 25 mm Type 96 o di un singolo cannone da 76 mm.

## Unità
| Nome   | Costruttore             | Impostazione      | Varo              | Entrata in servizio | Destino finale |
| ------ | ----------------------- | ----------------- | ----------------- | ------------------- | --- |
| RO-100 | Arsenale navale di Kure | 30 giugno 1941    | 12 giugno 1941    | 23 agosto 1942      | Affondato da mine al largo di Bougainville il 25 novembre 1943 |
| RO-101 | Kawasaki-Kōbe           | 30 settembre 1941 | 17 aprile 1942    | 31 ottobre 1942     | Affondato dal cacciatorpediniere USS Saufley e da un PBY Catalina a sud-est di San Cristobal il 15 settembre 1943                                                                             |
| RO-102 | Kawasaki-Kōbe           | 30 settembre 1941 | 17 aprile 1942    | 17 novembre 1942    | Affondato dalle motosiluranti USS PT-150 e USS PT-152 nella Baia di Milne il 14 maggio 1943                                                                                                   |
| RO-103 | Arsenale navale di Kure | 30 giugno 1941    | 6 dicembre 1941   | 21 ottobre 1942     | Scomparso in mare dopo il 28 luglio 1943 |
| RO-104 | Kawasaki-Kōbe           | 19 novembre 1941  | 11 luglio 1942    | 25 febbraio 1943    | Affondato dal cacciatorpediniere USS England a nord delle isole dell'Ammiragliato il 23 maggio 1944                                                                                           |
| RO-105 | Kawasaki-Kōbe           | 19 novembre 1941  | 11 luglio 1942    | 5 marzo 1943        | Affondato dal cacciatorpediniere USS England a nord delle isole dell'Ammiragliato il 31 maggio 1944                                                                                           |
| RO-106 | Arsenale navale di Kure | 17 dicembre 1941  | 30 maggio 1942    | 26 dicembre 1942    | Affondato dal cacciatorpediniere USS England a nord delle isole dell'Ammiragliato il 22 maggio 1944.                                                                                          |
| RO-107 | Arsenale navale di Kure | 17 dicembre 1941  | 30 maggio 1942    | 26 ottobre 1942     | Affondato dal cacciatorpediniere USS Taylor a aest di Kolombangara il 21 luglio 1943 |
| RO-108 | Kawasaki-Kōbe           | 20 aprile 1942    | 26 ottobre 1942   | 20 aprile 1943      | Affondato dal cacciatorpediniere USS England a nord delle isole dell'Ammiragliato il 26 maggio 1944                                                                                           |
| RO-109 | Kawasaki-Kōbe           | 20 aprile 1942    | 26 ottobre 1942   | 29 aprile 1943      | Affondato dalla nave da trasporto USS Horace A. Bass a sud di Okinawa il 25 aprile 1945 |
| RO-110 | Kawasaki-Kōbe           | 20 agosto 1942    | 26 gennaio 1943   | 6 luglio 1943       | Affondato dalle corvette HMAS Launceston, HMAS Ipswich e INS Jumna nella Baia del Bengala il 12 febbraio 1944                                                                                 |
| RO-111 | Kawasaki-Kōbe           | 20 agosto 1942    | 26 gennaio 1943   | 10 luglio 1943      | Affondato dal cacciatorpediniere USS Taylor a nord delle isole dell'Ammiragliato il 10 giugno 1944                                                                                            |
| RO-112 | Kawasaki-Senshū         | 20 giugno 1942    | 25 marzo 1943     | 14 settembre 1943   | Affondato dal sommergibile USS Batfish nello Stretto di Luzon l'11 febbraio 1945 |
| RO-113 | Kawasaki-Senshū         | 11 luglio 1942    | 24 aprile 1943    | 12 ottobre 1943     | Affondato dal sommergibile USS Batfish nello Stretto di Luzon il 12 febbraio 1945 |
| RO-114 | Kawasaki-Senshū         | 12 ottobre 1942   | 19 giugno 1943    | 20 novembre 1943    | Affondato dai cacciatorpediniere USS Melvin e USS Wadleigh a est di Saipan il 17 giugno 1944                                                                                                  |
| RO-115 | Kawasaki-Senshū         | 12 ottobre 1942   | 19 giugno 1943    | 30 novembre 1943    | Affondato dai cacciatorpediniere USS Jenkins, USS O'Bannon e USS Bell a ovest di Mindoro il 1º febbraio 1945; secondo altre fonti, affondato dal sommergibile USS Batfish il 10 febbraio 1945 |
| RO-116 | Kawasaki-Senshū         | 16 gennaio 1943   | 13 settembre 1943 | 21 gennaio 1944     | Affondato dal cacciatorpediniere USS England a nord delle isole dell'Ammiragliato il 24 maggio 1944                                                                                           |
| RO-117 | Kawasaki-Senshū         | 16 gennaio 1943   | 13 settembre 1943 | 31 gennaio 1944     | Affondato da aerei statunitensi a sud-est di Saipan il 24 maggio 1944 |